# Alla Pilipețcaia
Alla Pilipețcaia (n. 4 iulie 1972) este o ingineră și politiciană din Republica Moldova, deputat în legislaturile 2019-2021 și 2021-2025 ale Parlamentului Republicii Moldova, reprezentantă a Partidului Socialiștilor din Republica Moldova (PSRM).

## Biografie
Pilipețcaia este de profesie inginer și, înainte de cariera sa politică, a fost directoarea unui SRL, firmă producătoare de carne și mezeluri.
Este autoarea sintagmei virale „Fericiun crăcit!”, pe care a rostit-o din greșeală la un festival al obiceiurilor de iarnă în 2019.

### Activitate politică
Alla Pilipețcaia a aderat la PSRM în noiembrie 2015, iar în martie 2016 a devenit președinta Organizației Teritoriale a PSRM din raionul Soroca.
A candidat în circumscripția uninominală nr. 7, mun. Soroca, reprezentând PSRM, la alegerile parlamentare din 2019 și a acces în parlament. La alegerile parlamentare din 2021 a candidat cu numărul 8 pe lista Blocului Comuniștilor și Socialiștilor (BCS), din partea PSRM, și a continuat să activeze ca deputat.